# یواس‌اس منیواک (ال‌اس‌تی-۱۱۸۰)
یواس‌اس منیواک (ال‌اس‌تی-۱۱۸۰) (به انگلیسی: USS Manitowoc (LST-1180)) یک کشتی بود. این کشتی در سال ۱۹۶۹ ساخته شد.